# Gianluca Ramazzotti

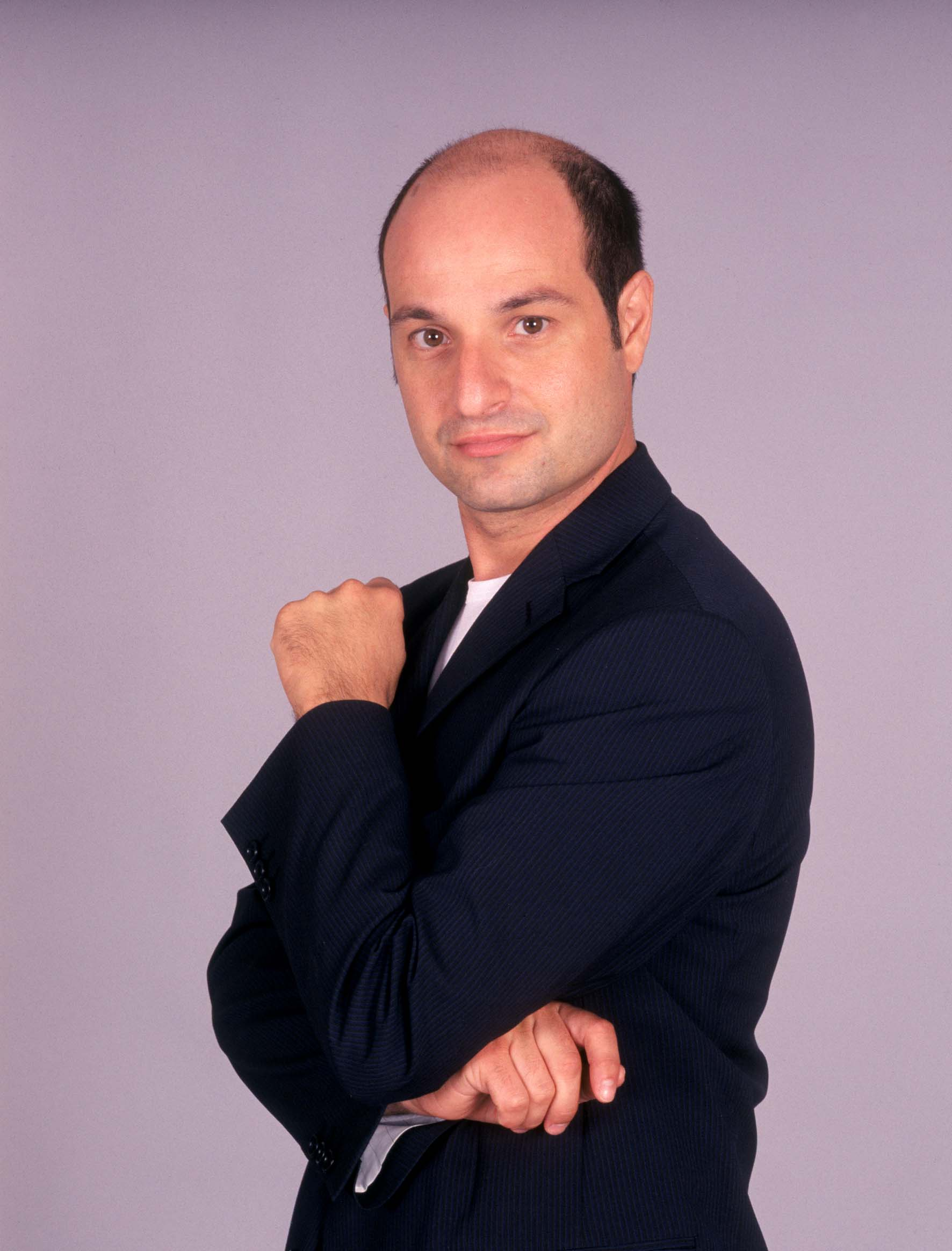
Gianluca Ramazzotti

 Gianluca Ramazzotti (* 22. August 1970 in Rom) ist ein italienischer Schauspieler und Synchronsprecher.

## Leben
Ramazzotti erhielt seine schauspielerische Ausbildung an der Theaterakademie in Kalabrien. Weitere Kurse absolvierte er in Warschau sowie in Paris (Théâtre du Soleil). Später folgte eine Zusammenarbeit in der Theatergruppe Bagaglino von Pier Francesco Pingitore. Des Weiteren trat er in den Seifenopern Vivere und Un posto al sole sowie in der TV-Produktion Il Papa Buono von Ricky Tognazzi auf.
Im Theater interpretierte er die Rolle des Bojetto in der musikalischen Komödie Rugantino.
Neben der Schauspielerei ist er als Synchronsprecher tätig und arbeitet bei Rai Radio 2, dem zweiten italienischen Rundfunkkanal.
Ramazzotti spricht neben italienisch auch französisch, englisch und spanisch fließend.

## Filmografie

### Fernsehen
- Vivere (Fernsehserie)
- Un posto al sole
- Anni 60
- Distretto di polizia
- Giornalisti
- La squadra
- Tequila e Bonetti
- Il Papa buono
- Miconsenta
- Con le unghie e con i denti
- Barbecue
- Passaparola
- Domani è un'altra truffa
- Torte in faccia
- E io pago!
- Edizione Straordinaria (satirische Nachrichtensendung, Demo Mura)
- Seven Show 2007
- Vita da paparazzo
- Gabbia di Matti

### Theater
- I Promessi Sposi un musical
- Intrichi d’amore
- La scuola delle mogli
- Soldati a Inglostadt
- Ifigenia in Aulide
- A qualcuno piace caldo
- La notte
- Il gatto che scoprì l’America
- La farina del diavolo
- Scanzonatissimo Gran Casinò
- Babbo Natale è uno Stronzo…
- Dark! Tornerò prima di mezzanotte
- Il Vantone
- Lei
- I tre processi
- E Ballando Ballando
- Il Decamerone
- Il re muore
- Rugantino
- Se devi dire una bugia dilla grossa
- Cyrano
- Boeing-Boeing
- Romolo & Remolo
- La Donna in nero
- Destinatario Sconosciuto
- Il giro del mondo in 80 risate
- Sempre meglio che lavorare (One-Man-Show)
- Il Mago di Oz
- Un pezzo di pazzo
- Prime donne alle primarie
- Uomini all’80%
- Va tutto storto!
- E io pago!
- Complici
- Gabbia di matti
- Destinatario sconosciuto (auch Regisseur)
- Va tutto storto